# Роберт Юганссон
Роберт Юганссон (норв. Robert Johansson) — норвезький стрибун з трампіна, олімпійський чемпіон та призер олімпійських ігор, чемпіон світу з польотів на лижах 
На Пхьончханській олімпіаді 2018 року Юганссон здобув три медалі: в командних змаганнях на великому трампіні він виборов разом із товаришами зі збірної золоті медалі та звання олімпійського чемпіона. Крім того він був третім у особистих змаганнях як на нормальному, так і на великому трампліні.

## Зовнішні посилання
- Профіль на сайті Міжнародної Федерації лижного спорту (англ.)

| Спортсмен | Це незавершена стаття про спортсмена. Ви можете допомогти проєкту, виправивши або дописавши її. |